# آتش (فیلم ۱۹۸۹)
آتش 
(به تلوگویی: Agni) و (به انگلیسی: Fire) فیلمی هندی محصول سال ۱۹۸۹ و به کارگردانی کی. راگاوندرا رائو است. در این فیلم بازیگرانی همچون آکینی ناگرجونا، شانتی‌پریا، موهان بابو، بابو آنتونی و سیلک سمیتا ایفای نقش کرده‌اند.